# Baheri
Baheri ist eine Stadt im indischen Bundesstaat Uttar Pradesh.
Die Stadt ist Teil des Distrikts Bareilly. Baheri liegt ca. 226 km nordwestlich von Lucknow. Baheri hat den Status eines Nagar Palika Parishad. Die Stadt ist in 25 Wards gegliedert. Sie hatte am Stichtag der Volkszählung 2011 68.413 Einwohner, von denen 35.939 Männer und 32.474 Frauen waren.